# 八木雕
八木 雕（やぎ あきら、1828年10月30日（文政11年9月22日） - 1910年（明治43年）4月30日）は、尾張国柳原出身の官僚。

## 人物
1828年（文政11年）、尾張国柳原（のちの名古屋市北区柳原）において出生。犬山藩の藩校である敬道館教授。また、同藩参政でもあったという。明治維新後には新政府に移り、諸陵寮の諸陵権助、神祇省の神祇大禄、教部省の教部大禄、内務省寺社局などを歴任し、1893年（明治26年）には奈良帝室博物館の嘱託となった。神祇官時代には、湊川神社の命名に関わったとされる。退職後は名古屋へ戻り、また岐阜県御嵩町に移住し、当地で没した。